# Kodeks 0267
Kodeks 0267 (Gregory-Aland no. 0267) – grecki kodeks uncjalny Nowego Testamentu na pergaminie, datowany metodą paleograficzną na V wiek. Przechowywany jest w Montserrat. Tekst rękopisu jest wykorzystywany w niektórych współczesnych wydaniach greckiego Nowego Testamentu.

## Opis
Do XXI wieku zachował się fragment 1 pergaminowej karty rękopisu, z greckim tekstem Ewangelii Łukasza (8,25-27). Karta kodeksu ma rozmiar 7,9 na 9,5 cm. Tekst jest pisany jedną kolumną na stronę, 10 linijkami w kolumnie.

## Tekst
Tekst rękopisu jest zbyt krótki, aby określić jego charakter tekstualny. Kurt Aland nie zaklasyfikował go do żadnej kategorii. 

## Historia
INTF datuje rękopis na V wiek . Fragment opisany został przez Ramón Roca-Puig w 1965 roku, który też opublikował jego tekst.
Na listę greckich rękopisów Nowego Testamentu wciągnął go Kurt Aland, oznaczając go przy pomocy siglum 0267. Został uwzględniony w II wydaniu Kurzgefasste. Rękopis został wykorzystany w 26 wydaniu greckiego Nowego Testamentu Nestle-Alanda (NA26). Nie jest cytowany w NA27, NA28 i UBS4.
Rękopis był przechowywany w Fundacji św. Łukasza Ewangelisty (Pap. Barcinonensis, inv. n. 16) w Barcelonie. Od roku 2014 przechowywany jest w Opactwie Matki Bożej (P. Monts. Roca inv. 16) na górze Montserrat .